# Centropus milo
Cucal-das-salomão ou cucal-dourado (Centropus milo) é uma espécie de ave da família Cuculidae.
É endémica das Ilhas Salomão.
Os seus habitats naturais são: florestas subtropicais ou tropicais húmidas de baixa altitude.